# Tetsubō

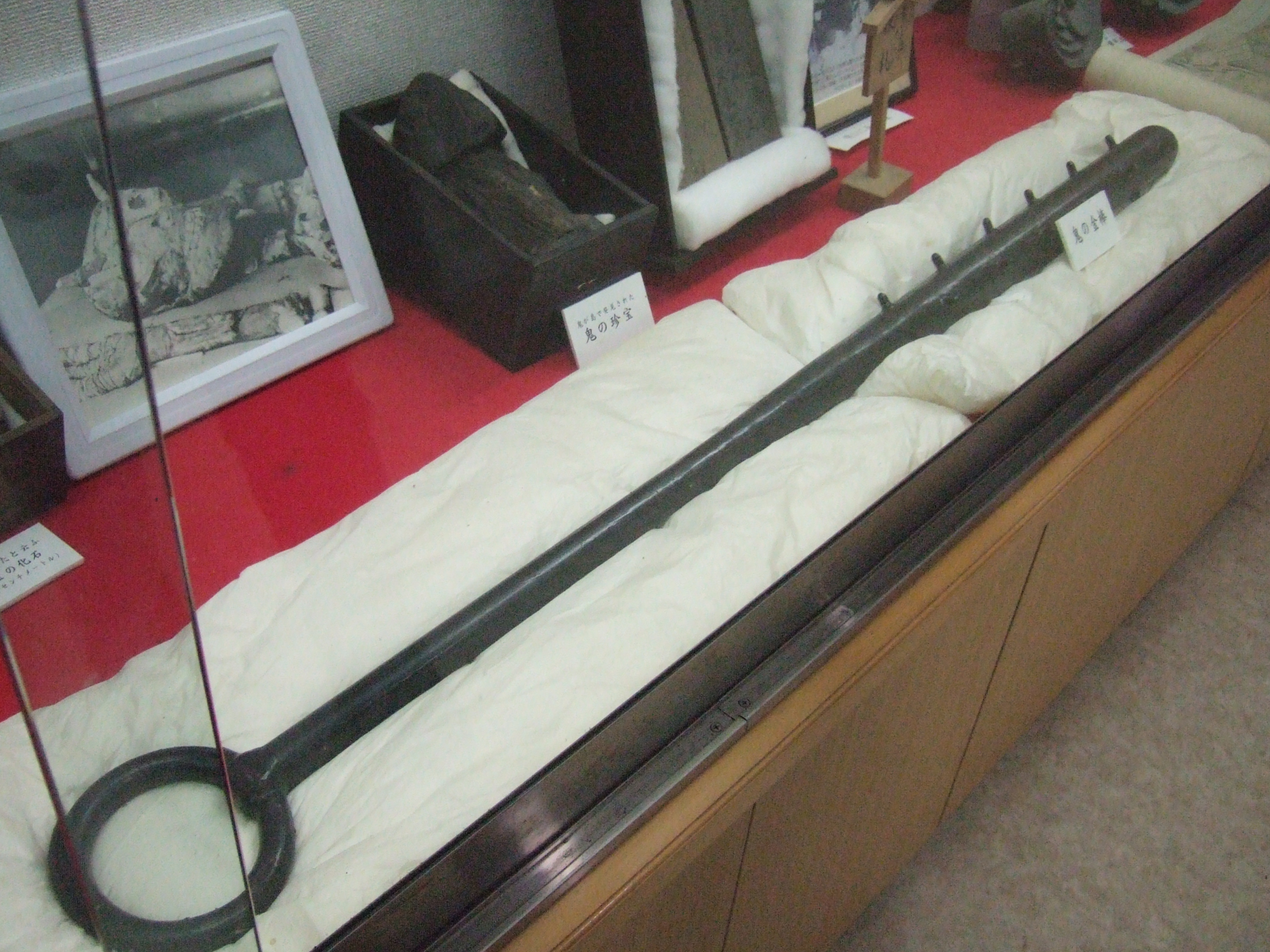
Tetsubo con manico ad Anello.

Il tetsubō (鉄棒?) o kanabō (金棒?)è un'antica arma da botta giapponese.

## Descrizione e uso nella storia
Il tetsubo è un'arma solitamente di legno molto simile a una Mazza da baseball, con l'eccezione che nella parte finale della mazza sono incastonate punte di metallo che possono essere di ferro, di rame o, per gli uomini più ricchi, argento e addirittura oro. 
La forma del manico è cilindrica ed è uguale per quasi tutti i tetsubo, ma la testa può variare per forma (a forma di parallelepipedo o cilindrica) o per numero di punte presenti nella testa. Paragonata ad una mazza da baseball, un tetsubo pesa all'incirca 5 volte tanto ed è 1/3 più lungo. Nell'antico Giappone l'uso di queste armi nei guerrieri era comune. Impiegare un tetsubo in combattimento richiedeva notevole prestanza fisica ed abilità, giacché il peso dell'arma poteva facilmente sbilanciare il guerriero qualora il colpo non andasse a segno.
Molti testi antichi fanno riferimento a quest'arma. Nella mitologia giapponese spesso quest'arma veniva associata a personaggi malvagi come gli Oni (brutali demoni della mitologia giapponese). Infatti in Giappone si suol dire "dare un kanabō ad un oni" per indicare l'assegnazione di un vantaggio a qualcuno che già di partenza è forte.